# 第74回国民体育大会
第74回国民体育大会（だい74かいこくみんたいいくたいかい）は2019年に開催された国民体育大会である。冬季大会は北海道で開催され、愛称はイランカラㇷ゚テくしろさっぽろ国体。本大会は茨城県で開催され、愛称はいきいき茨城ゆめ国体。本大会の閉会後には第19回全国障害者スポーツ大会いきいき茨城ゆめ大会が開催される予定だったが中止となった。
本大会は天皇徳仁が即位してから初の大会となる。

## 冬季大会
イランカラㇷ゚テくしろさっぽろ国体は、平成31年（2019年）1月から2月にかけて北海道釧路市および札幌市で開催された。「イランカラㇷ゚テ」はアイヌ語の「こんにちは」。スローガンは「北国の 雪と氷に 刻む夢」。

### 会期
- スケート・アイスホッケー競技会 2019年1月30日 - 2月3日（5日間）
- スキー競技会 2019年2月14日 - 2月17日（4日間）

### 実施競技・会場一覧
| 競技名                 | 競技名                         | 競技名 | 会場地 | 会場                                     |
| ---------------------- | ------------------------------ | ------ | ------ | ---------------------------------------- |
| スケート               | スピード（詳細）               |        | 釧路市 | 柳町スピードスケート場                   |
| スケート               | フィギュア（詳細）             |        | 釧路市 | 春採アイスアリーナ                       |
| スケート               | ショートトラック（詳細）       |        | 釧路市 | 春採アイスアリーナ                       |
| アイスホッケー（詳細） | アイスホッケー（詳細）         |        | 釧路市 | 釧路アイスアリーナ、柳町アイスホッケー場 |
| スキー                 | ジャイアントスラローム（詳細） |        | 札幌市 | サッポロテイネ                           |
| スキー                 | スペシャルジャンプ（詳細）     |        | 札幌市 | 宮の森ジャンプ競技場                     |
| スキー                 | コンバインド（詳細）           |        | 札幌市 | 宮の森ジャンプ競技場                     |
| スキー                 | 白旗山競技場                   |        | 札幌市 |                                          |
| スキー                 | クロスカントリー（詳細）       |        | 札幌市 |                                          |

## 本大会

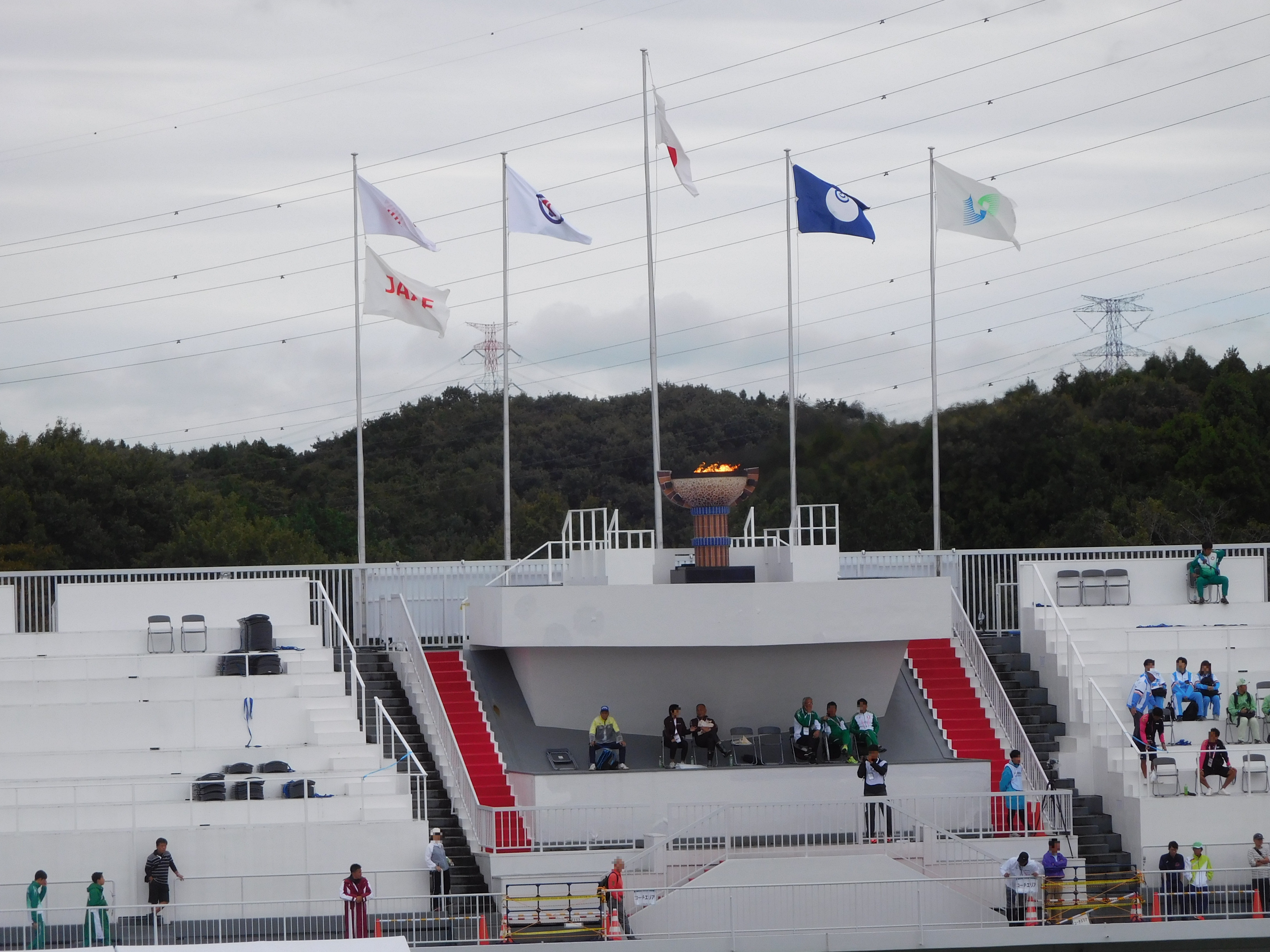
炬火と掲揚台（笠松運動公園陸上競技場）

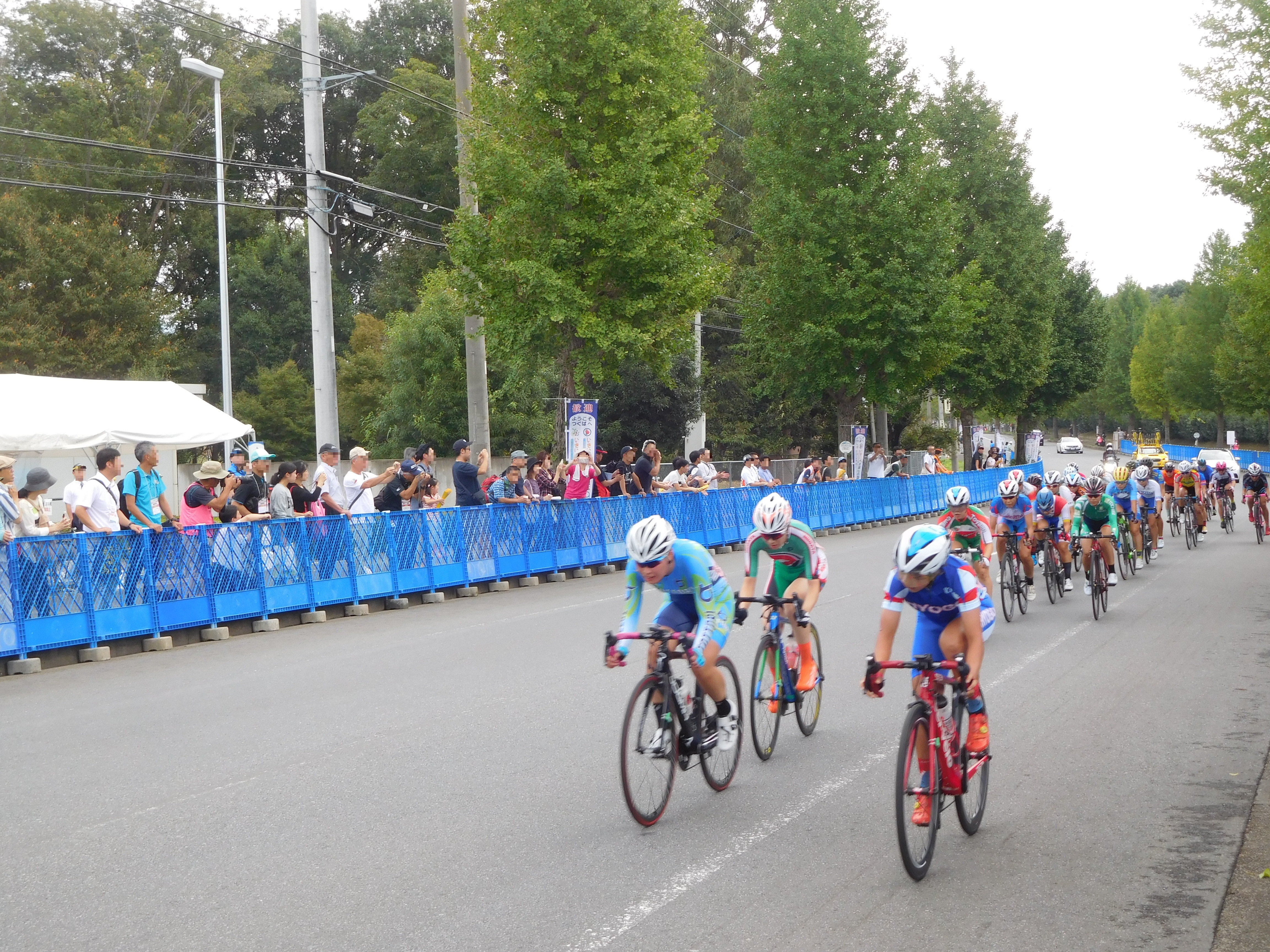
自転車競技女子個人ロード・レース（つくば市）

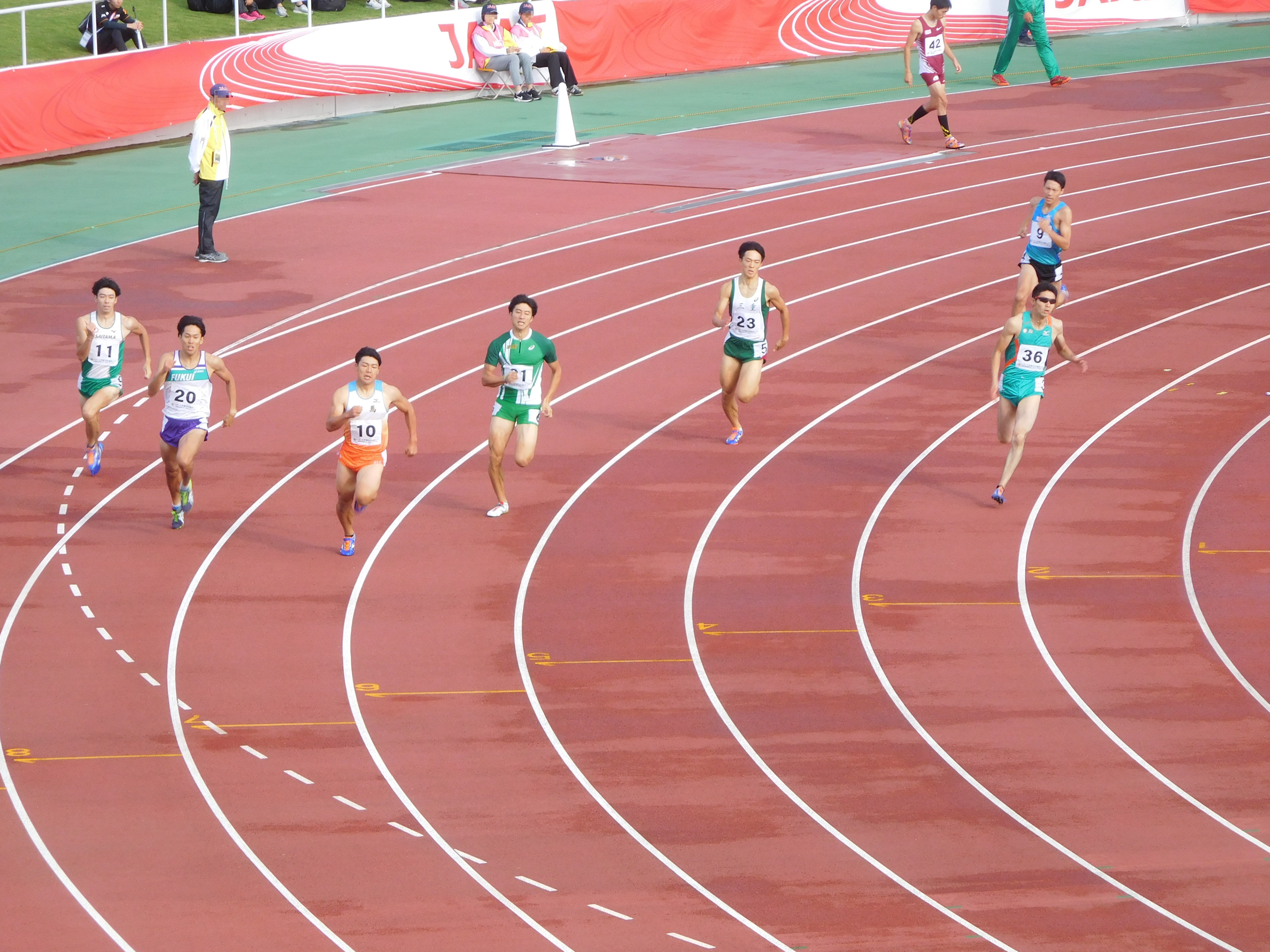
陸上競技成年男子400m決勝（那珂市/ひたちなか市）

本大会は天皇陛下御即位記念の副題がつく。茨城県では1974年の第29回大会以来45年ぶりに開催される。大会愛称は「いきいき茨城ゆめ国体」、スローガンは「翔(と)べ　羽ばたけ　そして未来へ」、大会マスコットは「いばラッキー」。イメージソングは、水戸市出身のシンガーソングライター磯山純が歌う『そして未来へ』。PR担当は県の公認バーチャルYouTuber・茨ひよりが務めた。また総合開閉会式の総合司会は俳優の渡辺徹（古河市出身）が務めた。

### 開催地
デモンストレーション競技を含めると、県内すべての市町村で競技を開催した。
- 総合開閉会式・陸上競技 笠松運動公園陸上競技場（ひたちなか市/競技場そのものは那珂市[11]）
- 競泳、飛込、アーティスティックスイミング 山新スイミングアリーナ（笠松運動公園屋内水泳プール）（ひたちなか市）
- 水球 県立土浦第二高等学校（土浦市）
- サッカー（詳細） 県立カシマサッカースタジアム、卜伝の郷運動公園多目的球技場、高松緑地多目的球技場、新浜緑地多目的球技場、北海浜多目的球技場（鹿嶋市）、ひたちなか市総合運動公園陸上競技場・スポーツ広場（ひたちなか市）
- テニス 神栖海浜庭球場（神栖市）
- ボート 潮来市立ボートコース（潮来市）
- ホッケー 県立東海高等学校多目的グラウンド、阿漕ヶ浦公園ホッケー場（東海村）
- ボクシング 県立水戸桜ノ牧高等学校常北校体育館（城里町）
- バレーボール ひたちなか市総合運動公園総合体育館、松戸体育館、県立勝田工業高等学校体育館（ひたちなか市）、かなくぼ総合体育館（結城市）
- 体操競技・新体操 日立市池の川さくらアリーナ（日立市）
- トランポリン 江戸崎総合運動公園体育館（稲敷市）
- バスケットボール 日立市池の川さくらアリーナ、久慈サンピア日立スポーツセンター（日立市）、リリーアリーナMITO、水戸市総合運動公園体育館（水戸市）
- レスリング アダストリアみとアリーナ（水戸市）
- セーリング 霞ヶ浦湖畔特設会場（阿見町）
- ウエイトリフティング 高萩市文化会館（高萩市）
- ハンドボール 坂東市総合体育館、県立岩井高等学校体育館（坂東市）、水海道総合体育館、県立水海道第二高等学校体育館（常総市）、常総運動公園体育館（守谷市）
- 自転車トラック 取手競輪場（取手市）
- 自転車ロード つくば市特設ロードレースコース（つくば市）
- ソフトテニス 磯原地区公園テニスコート（北茨城市）
- 卓球 日立市池の川さくらアリーナ（日立市）
- 軟式野球 J:COMスタジアム土浦（土浦市）、ノーブルホームスタジアム水戸（水戸市）、日立市市民運動公園野球場（日立市）、笠間市総合公園市民球場（笠間市）、牛久運動公園野球場（牛久市）、高萩市民球場（高萩市）
- 相撲 霞ヶ浦文化体育会館（土浦市）
- 馬術 県立水戸農業高等学校特設馬術競技場（那珂市）
- フェンシング アダストリアみとアリーナ（水戸市）
- 柔道 龍ケ崎市総合体育館たつのこアリーナ（龍ヶ崎市）
- ソフトボール 山吹運動公園運動広場・野球場、白羽スポーツ広場多目的スポーツ広場（常陸太田市）、砂沼広域公園野球場、柳原球場、千代川運動公園野球場、市立千代川中学校グラウンド（下妻市）
- バドミントン 石岡運動公園体育館（石岡市）
- 弓道 堀原運動公園茨城県武道館弓道場（水戸市）
- ライフル射撃 茨城県警察学校射撃場（茨城町）、茨城県営ライフル射撃場、桜川市岩瀬体育館ラスカ（桜川市）
- 剣道 下館総合体育館（筑西市）
- ラグビーフットボール 水戸市立サッカー・ラグビー場、ケーズデンキスタジアム水戸（水戸市）
- 山岳 鉾田総合公園特設リード競技場、鉾田総合公園体育館特設ボルダリング競技場（鉾田市）
- カヌースプリント 神之池特設カヌー競技場（神栖市）
- カヌースラローム、ワイルドウォーター 久慈川特設カヌー競技場（大子町）
- アーチェリー 茎崎運動公園多目的広場（つくば市）
- 空手道 牛久運動公園体育館（牛久市）
- クレー射撃 茨城県狩猟者研修センター射撃場（笠間市）
- なぎなた 西部総合公園体育館（常陸大宮市）
- ボウリング フジ取手ボウル（取手市）
- ゴルフ 大洗ゴルフ倶楽部（大洗町）、宍戸ヒルズカントリークラブ（笠間市）
- トライアスロン 潮来市特設トライアスロン会場（潮来市）

以下特別競技・公開競技
- 高等学校野球 ノーブルホームスタジアム水戸（水戸市）、J:COMスタジアム土浦（土浦市）
- 綱引 古河市中央運動公園総合体育館（古河市）
- 武術太極拳 取手グリーンスポーツセンター 第1体育室（取手市）
- ゲートボール 行方市北浦運動場北浦第1グラウンド（行方市）
- パワーリフティング つくばカピオ（つくば市）
- グラウンドゴルフ 神栖中央公園（神栖市）
- eスポーツ - 国体の文化プログラムとしての特別競技
  - eFootball ウイニングイレブン 2020、グランツーリスモSPORT、ぷよぷよeスポーツの3種目を実施。

### 新記録

#### 日本記録
- 山口真未・梶原悠未 - 自転車競技トラックレース女子チームスプリント 54秒960（10月1日）[12]
- 持田龍之輔 - 重量挙げ成年男子109kg級ジャーク 221kg（10月3日）[13]

#### 大会記録
- 大橋悠依 - 競泳成年女子200m個人メドレー 2分9秒00（9月14日）[14]
- 松井、長谷川、北山、樋口 - 競泳成年男子200mリレー 1分28秒58（9月15日）[15]
- 今井月 - 競泳成年女子50m自由形 25秒00（9月16日）[16]
- 山本凌雅 - 陸上競技成年男子三段跳 16m85（10月4日）[17]

## 成績
冬季大会終了時点（参考）
| 順位 | 男女総合 | 男女総合 | 女子総合 | 女子総合 |
| ---- | -------- | -------- | -------- | -------- |
| 順位 | 都道府県 | 得点     | 都道府県 | 得点     |
| 1    | 北海道   | 441.0    | 長野県   | 164.5    |
| 2    | 長野県   | 368.5    | 北海道   | 107.0    |
| 3    | 茨城県   | 172.0    | 茨城県   | 90.0     |

総合成績
| 順位 | 天皇杯   | 天皇杯 | 皇后杯   | 皇后杯 |
| ---- | -------- | ------ | -------- | ------ |
| 順位 | 都道府県 | 得点   | 都道府県 | 得点   |
| 1    | 茨城県   | 2569.0 | 茨城県   | 1331.0 |
| 2    | 東京都   | 2217.0 | 東京都   | 1331.0 |
| 3    | 愛知県   | 1789.0 | 愛知県   | 1043.5 |

## 全国障害者スポーツ大会

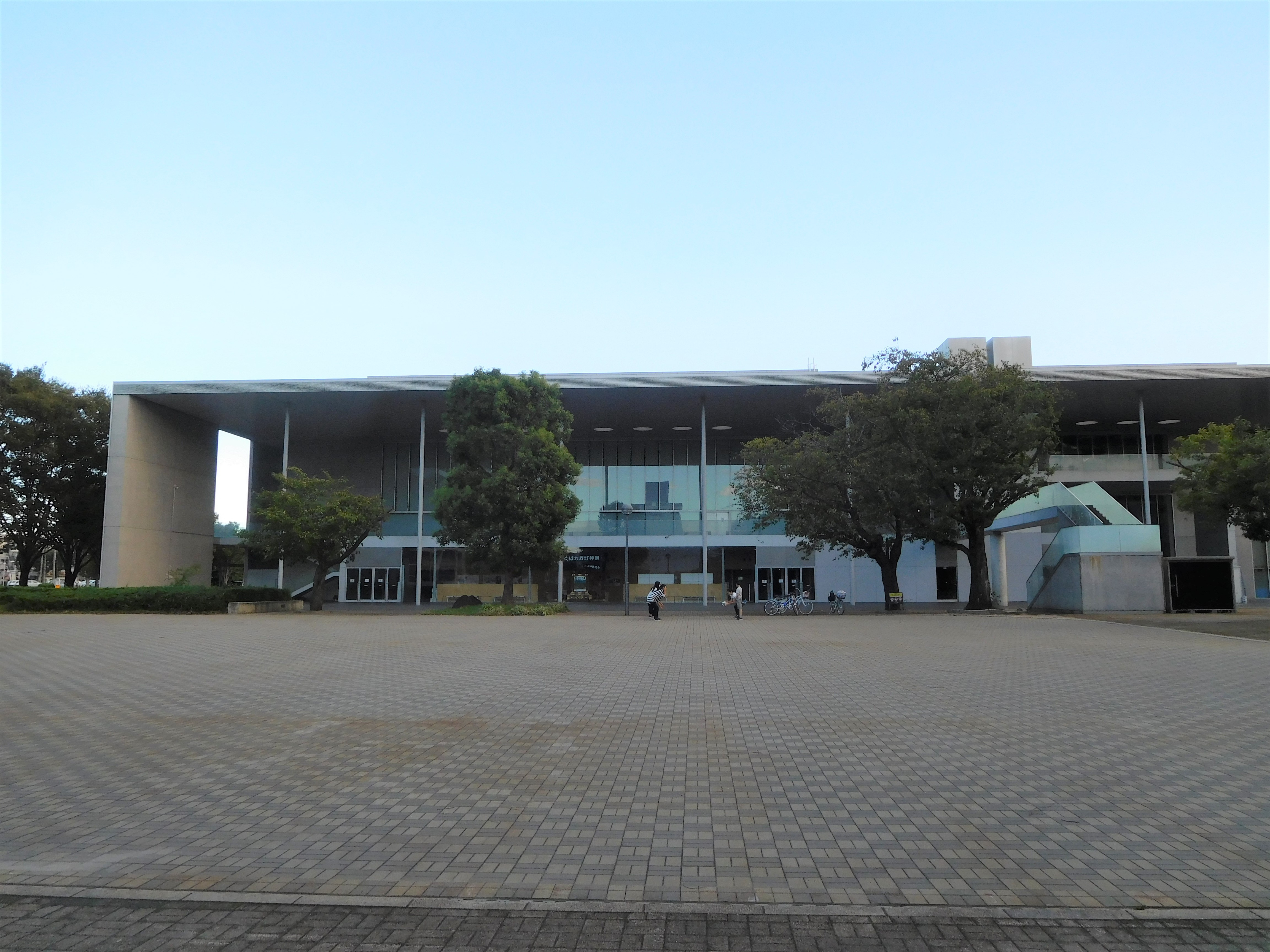
予定会場の1つだった、つくばカピオ

全国障害者スポーツ大会のいきいき茨城ゆめ大会は、10月8日の国体閉会後、10月12日 - 14日の3日間の会期で茨城県で開催される予定だったが、令和元年東日本台風（台風19号）の接近に伴う悪天候が予想されることから大会が中止された。正式競技のうち3分の2以上が実施不可となった場合、大会を延期せず中止するという日本障がい者スポーツ協会の規定があり、10月10日までに13競技中9競技が中止を表明したため、同日中止が決定した。中止決定が直前になったため、すでに約2,500人の選手・関係者が茨城県入りしており、多くは10月11日に帰県したが、台風の通過を待って帰る判断を下した県が4つあった。障害者スポーツ大会の中止は史上初めてのことである。
実施予定だった競技と会場は下記のとおり。
| 競技名      | 競技名                     | 競技名                 | 競技名       | 会場地             | 会場                               |
| ----------- | -------------------------- | ---------------------- | ------------ | ------------------ | ---------------------------------- |
| 個 人 競 技 |                            | 陸上競技               | 身 知        | ひたちなか市       | 笠松運動公園陸上競技場             |
| 個 人 競 技 |                            | 水泳                   | 身 知        | ひたちなか市       | 山新スイミングアリーナ             |
| 個 人 競 技 |                            | アーチェリー           | 身           | つくば市           | 茎崎運動公園多目的広場             |
| 個 人 競 技 |                            | 卓球                   | 身 知 精     | 日立市             | 日立市池の川さくらアリーナ         |
| 個 人 競 技 | （サウンドテーブルテニス） | 身                     |              | 日立市             | 日立市池の川さくらアリーナ         |
| 個 人 競 技 |                            | フライングディスク     | 身 知        | 水戸市             | ケーズデンキスタジアム水戸         |
| 個 人 競 技 |                            | ボウリング             | 知           | 取手市             | フジ取手ボウル                     |
| 団 体 競 技 |                            | バスケットボール       | 知           | 水戸市             | アダストリアみとアリーナ           |
| 団 体 競 技 |                            | 車いすバスケットボール | 身           | つくば市           | つくばカピオ                       |
| 団 体 競 技 |                            | ソフトボール           | 知           | 常陸太田市         | 山吹運動公園野球場                 |
| 団 体 競 技 |                            | グランドソフトボール   | 身           | 常陸太田市         | 里美運動公園多目的スポーツ広場     |
| 団 体 競 技 |                            | バレーボール           | 身           | ひたちなか市       | ひたちなか市総合運動公園総合体育館 |
| 団 体 競 技 | 知                         | バレーボール           | 結城市       | かなくぼ総合体育館 |                                    |
| 団 体 競 技 | 精                         | バレーボール           | ひたちなか市 | 松戸体育館         |                                    |
| 団 体 競 技 |                            | サッカー               | 知           | ひたちなか市       | ひたちなか市総合運動公園           |
| 団 体 競 技 |                            | フットベースボール     | 知           | 常陸太田市         | 山吹運動公園運動広場               |

正式競技のほかに、オープン競技としてグラウンド・ゴルフ、車いすダンス、スポーツ吹矢、卓球バレー、ハンドアーチェリー、ブラインドテニスが実施される予定だった。
2019年（令和元年）11月には、「まぼろし〜の『いきいき茨城ゆめ大会』展」と題して、本大会の計画資料や歓迎旗、授与するはずだったメダルなどの展示を茨城県庁25階で開催した。展示のみならず、会場で配布予定だった缶バッジのプレゼントや、大会グッズの販売も併せて行われた。